# Hoa hậu Quốc tế 2006
Hoa hậu Quốc tế 2006 là cuộc thi Hoa hậu Quốc tế lần thứ 46 được tổ chức tại Tokyo, Nhật Bản và Bắc Kinh, Trung Quốc. Cuộc thi có 53 thí sinh tham dự với chiến thắng thuộc về hoa hậu Venezuela, Daniela di Giacomo.

## Kết quả

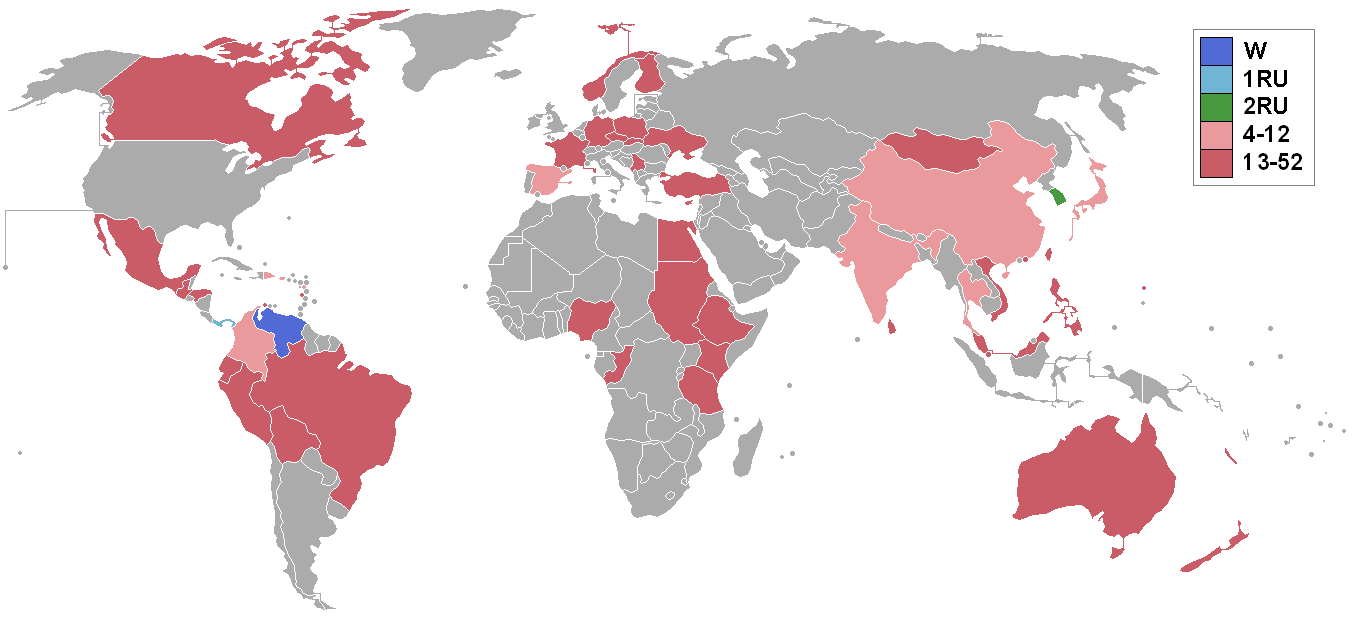
Các quốc gia và lãnh thổ tham gia Hoa hậu Quốc tế 2006 và kết quả.

### Thứ hạng
| Kết quả              | Thí sinh |
| -------------------- | --- |
| Hoa hậu Quốc tế 2006 | - Venezuela – Daniela di Giacomo |
| Á hậu 1              | - Panama – Mayte Sánchez González |
| Á hậu 2              | - Hàn Quốc – Jang Yoon-seo |
| Top 12               | - Cộng hòa Dominican – Wilma Abreu Nazario - Thái Lan – Vasana Wongbuntree - Nhật Bản – Mami Sakurai - Puerto Rico – Sharon Gomez - Trung Quốc – Trần Thiến - Colombia – Karina Guerra Rodriguez - Ấn Độ – Sonalli Sehgall - Tây Ban Nha – Sara Sánchez Torres - Guadeloupe – Meryta Melina |

### Các giải thưởng đặc biệt
| Giải thưởng                            | Thí sinh                         |
| -------------------------------------- | -------------------------------- |
| Hoa hậu Ảnh (Giải thưởng ở Trung Quốc) | - Phần Lan - Karoliina Ylajoki   |
| Hoa hậu Ảnh (Giải thưởng ở Nhật Bản)   | - Thái Lan - Vasana Wongbuntree  |
| Hoa hậu Thiện chí                      | - Puerto Rico - Sharon Gomez     |
| Hoa hậu Thân thiện                     | - Hồng Kông - Lữ Tuệ Nghi        |
| Miss Vibrant                           | - Brazil - Maria Claudia Barreto |
| Trang phục dân tộc đẹp nhất            | - Panama - Mayte Sanchez         |
| Compassionate Award                    | - Trung Quốc - Trần Thiến        |
| Hoa hậu có hình thể đẹp nhát           | - Colombia - Karina Guerra       |
| Best Preliminary Performance           | - Đức - Hiltja Muller            |
| Best Overall Style                     | - Venezuela - Daniela di Giacomo |
| Best Figure                            | - Venezuela - Daniela di Giacomo |

## Thí sinh tham gia
| - Aruba - Luizanne (Zenny) Donata - Úc - Karli Smith - Bolivia - Pamela Justiniano Saucedo - Brazil - Maria Cláudia Barreto de Oliveira - Canada - Emily Ann Kiss - Trung Quốc - Trần Thiến - Colombia - Karina Guerra Rodriguez - Síp - Elena Georgiou - Cộng hòa Séc - Katerina Pospisilova - Cộng hòa Dominica - Wilma Abreu Nazario - Ecuador - Denisse Elizabeth Rodriguez Quiñónez - Ai Cập - Elham Wagdi Fadel - Ethiopia - Fethiya Mohammed Seid - Phần Lan - Karoliina Yläjoki - Pháp - Marie-Charlotte Meré - Đức - Hiltja Müller - Guadeloupe - Melina Aurelie Meryta - Guatemala - Mirna Lissy Salguero Moscoso - Honduras - Lissa Diana Viera Sáenz - Hồng Kông - Lữ Tuệ Nghi - Ấn Độ - Sonalli Sehgall - Nhật Bản - Mami Sakurai - Kenya - Rachel Nyameyo - Hàn Quốc - Jang Yoon-seo - Malaysia - Iris Hng Choy Yin - Martinique - Murielle Desgrelle - Mexico - Alondra del Carmen Robles Dobler | - Mông Cổ - Bolortuya Dagva - New Caledonia - Fabienne Vidoire - New Zealand - Claire Beattie - Nigeria - Misel Uku - Quần đảo Bắc Mariana - Shequita DeLeon Guerrero Bennett - Na Uy - Linn Andersen - Panama - Mayte Sánchez González - Peru - Lissy Consuelo Miranda Muñoz - Philippines - Denille Lou Valmonte - Ba Lan - Marta Jakoniuk - Puerto Rico - Sharon Gómez - Congo - Maurielle Nkouka Massamba - Nga - Elena Vinogradova - Serbia và Montenegro - Danka Dizdarevic - Singapore - Genecia Luo - Slovakia - Dagmar Ivanova - Tây Ban Nha - Sara Sánchez Torres - Sri Lanka - Gayesha Perera - Sudan - Rebecca Chor Malek - Đài Loan - Liu Tzu-Hsuan - Tanzania - Angel Delight Kileo - Thái Lan - Vasana Wongbuntree - Thổ Nhĩ Kỳ - Asena Tugal - Ukraine - Inna Goruk - Venezuela - Daniela di Giacomo - Việt Nam - Vũ Ngọc Diệp |

## Chú ý

### Lần đầu tham gia
| - Guadeloupe - Kenya - Martinique | - Congo - Sudan |

### Trở lại
| - Lần cuối tham gia vào năm 1994: - Sri Lanka - Lần cuối tham gia vào năm 2003: - Guatemala - Nigeria - Việt Nam | - Lần cuối tham gia vào năm 2004: - Ai Cập - Mexico - Quần đảo Bắc Mariana - Nga |

### Bỏ cuộc
| - Bahamas - El Salvador - Hy Lạp - Israel - Kazakhstan - Ma Cao | - Nepal - Nicaragua - Paraguay - Thụy Điển - Anh Quốc - Hoa Kỳ |